# 避弾経始
避弾経始（ひだんけいし）は、戦車などの装甲を傾斜させる事により、徹甲弾などの対戦車砲弾の運動エネルギーを分散させ、逸らして弾く（跳弾させる）という概念である。装甲厚や重量は同一のままでも、装甲を傾斜させることで垂直の装甲より高い防御力を得ることができる。これを実装したものが傾斜装甲（Sloped armour）である。

## 歴史と概要

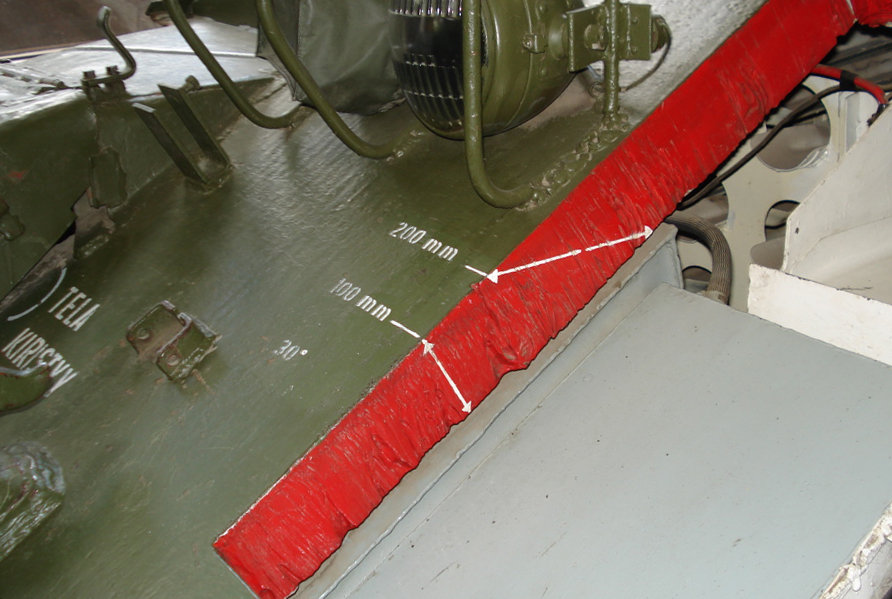
ソ連のT-54のカットモデルで示される傾斜装甲

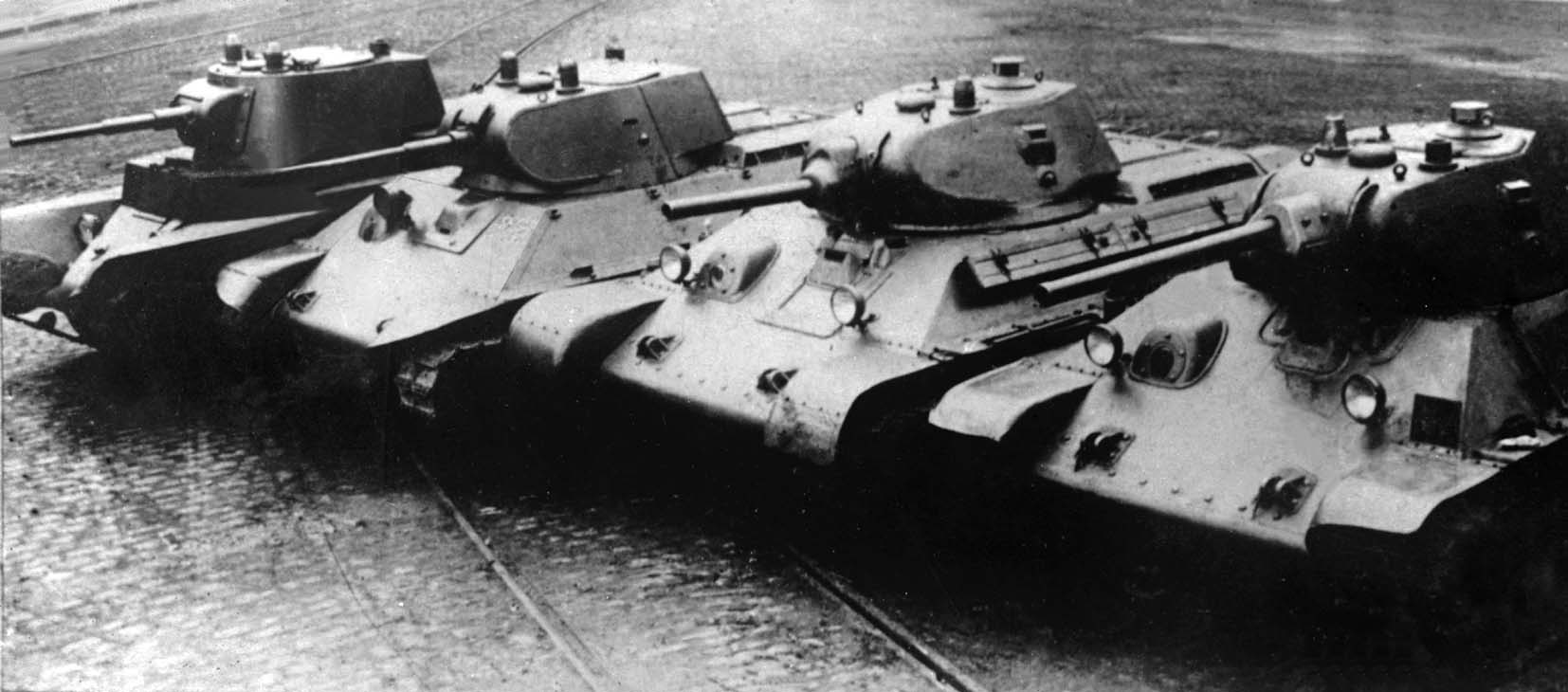
BT-7M（左端）からA-20、T-34（右2両）への変遷。前面のみであった装甲の傾斜部が全周に取り入れられていったのが見てとれる

1920年代に開発されたアメリカのクリスティー戦車や、これを発展させた1930年代のソ連軍のBTシリーズでは、車体前面装甲を傾斜させることで薄い装甲を補う設計となっていた。試作戦車BT-SVでは砲塔・車体ともに全周の避弾経始を考慮しており、続くA-20やA-32、量産型であるT-34戦車で完成し、その影響を受けたドイツ軍も後に開発したパンターから傾斜装甲を採用している。
また、戦闘の経験から、垂直な装甲で装甲板の傾斜が利用できない場合に装甲に砲撃を垂直に受けた時は貫通されやすいこと、そのような戦車でも敵に対して斜に構え、敵弾を斜めに受けることで傾斜装甲と同様の働きが生じて耐弾性が高くなることがわかった。それらは戦場の知恵として用いられ、ティーガーIの乗員向け教本「ティーガーフィーベル」にも「敵が四葉のクローバー（車体の12時、3時、6時、9時方向）の中に入ると、ティーガーは貫通されてしまう」「敵に対する時に最適な位置は10時半、1時半、4時半、そして7時半」と掲載された（これらは車体の真正面を12時とし、それぞれ「左斜め、右斜め、後方の左斜め、後方の右斜め」に相当する）。なお、この敵に向けるべきとされる角度はちょうどドイツでの食事の時間（それぞれ朝食、昼食、コーヒーブレイク、夕食）に相当することから、これらの角度は「食事時」などと呼ばれる。

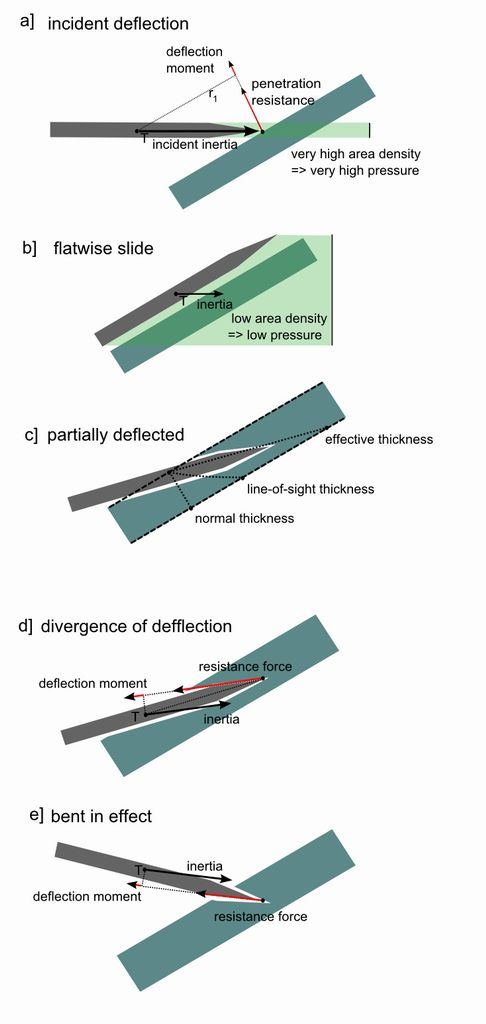
装甲の傾斜が侵徹体に与え得る影響

避弾経始は、APDS（装弾筒付徹甲弾）までの対戦車砲弾などに対しては一定の効果があると考えられる。しかし、現在主流のAPFSDS（装弾筒付翼安定徹甲弾）のような高速の侵徹体が命中した場合、侵徹体と装甲がともに擬似流体化して浸透するため、平行に限りなく近い角度で命中した場合を除き、砲弾を滑らせる効果は得られない。戦後第3世代以降の戦車であるレオパルト2・90式戦車・ルクレールの砲塔前面複合装甲が垂直で避弾経始が採用されていないのも、これが理由の一つとされる。（ただし、地面に対し垂直でも正面に対しては傾斜しているため、全く傾斜装甲を採用していないわけではない）。また、複合装甲に拘束セラミックを用いていないと思われるM1エイブラムスやチャレンジャー1/2などは、砲塔前面の装甲が傾斜している。
一方で、傾斜した装甲は通常の避弾経始とは逆に侵徹体を装甲と直角に偏向させる効果があり、このことは宇宙船のスペースデブリに対する防御への応用に向けても研究されている。ただし、APFSDSの様な長さのある侵徹体に対しては、装甲に十分な厚みが無い限り、擬似流体化した砲弾の先端部分にそのような偏向が起こっても、残りの部分は変わらぬ弾道で直進するため、防御に対する効果は薄い。
第二次世界大戦後も、特にロシア製の戦車は避弾経始を重視し続けていた。しかし、中東戦争においてT-54/55やT-62がイスラエル戦車の放つHEATやAPDSにより撃破され、後の湾岸戦争においても多国籍軍の戦車が放ったAPFSDSやHEP（HESH）によってT-72が一方的に撃破された事例があり、現代戦車の主砲の前には避弾経始の有効性が薄れていることを示すかたちとなった。
ただし小口径、低初速の銃弾、砲弾はAPFSDS弾の採用が難しいため、この概念は最初から戦車砲などからの防御を考慮していない、複合装甲を持たない軽防備の装甲車などには有効とされる。
Sd Kfz 251など、避弾経始の概念が取り入れられる以前に開発された車両でも装甲が傾斜しているものがあるが、これらは最小限の装甲重量で車内容積を大きくするための工夫であり、防御力の向上を狙ったものではない。

### 角度と見かけ上の厚みに関する誤解
{\displaystyle T_{L}={\frac {T_{N}}{\cos \theta }}}
- TL：見かけ上の厚み
- TN：通常の厚み
- θ：装甲板の角度

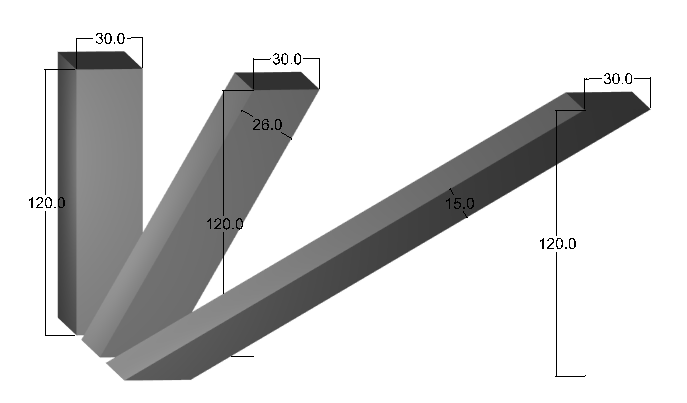
高さ120cmの場所に30mmの防御力を施すのに必要な装甲の例

傾斜が45度の場合は約23mmあれば見かけ上の厚み30mmになる、傾斜が60度の場合に見かけ上の厚み30mmを得るのに必要な厚みは半分の15mmでよいことになる。
たとえば、装甲が垂直な場合に高さ120cm、横幅100cmの場所に30mmの装甲防御力を持たせるには 3×120×100=36,000cm3の容積の装甲材が必要になる。装甲が45度に傾斜した場合は見かけ上30mmの装甲防御を持たせるのに{\displaystyle {\tfrac {30}{\sqrt {2}}}}mmの厚みが必要だが、この場合には斜辺は{\displaystyle 120{\sqrt {2}}}cmとなるので {\displaystyle {\tfrac {3}{\sqrt {2}}}\times 120{\sqrt {2}}\times 100=36,000}cm3となり、垂直な場合と同じ重量となる。同様に60度に傾斜した場合も見かけ上30mmの装甲防御を持たせるのに15mmの厚みで済むが、斜辺は240cmとなるので 1.5×240×100=36,000cm3となり垂直な場合と同じ重量となる。このように避弾経始による軽量化の効果は意外に少ないうえに、垂直な装甲に比べて車内容積が減少し、車内での居住性や作業効率が悪化し、作戦行動に支障が出るデメリットが生じる。防御力の向上は斜面効果によって砲弾の運動エネルギーをそらす部分によるところが大きいため、斜面効果を期待できない攻撃法に対してはデメリットばかりが大きくなるため、現代の戦車では傾斜しない装甲が主流になっている。

## 斜面効果
避弾経始の利点は、装甲の厚さよりも斜面効果（slope effect）によるところが大きい。砲弾が装甲板に命中したときに角度が急なほど砲弾の運動エネルギーが装甲板に伝わらずに砲弾を上方へ移動させるエネルギーに消費され、装甲が十分に厚ければ砲弾は上方へはじかれる。
装甲に伝わるエネルギーの式
{\displaystyle {\frac {E_{d}}{E_{k}}}=\sin ^{2}\alpha }
- Ed：装甲に伝わるエネルギー
- Ek：砲弾の運動エネルギー
- α：  装甲板の角度